# Kane (Illinois)
Kane es una villa ubicada en el condado de Greene en el estado estadounidense de Illinois. En el Censo de 2010 tenía una población de 438 habitantes y una densidad poblacional de 338,23 personas por km².

## Geografía
Kane se encuentra ubicada en las coordenadas 39°11′26″N 90°21′9″O / 39.19056, -90.35250. Según la Oficina del Censo de los Estados Unidos, Kane tiene una superficie total de 1.29 km², de la cual 1.29 km² corresponden a tierra firme y (0%) 0 km² es agua.

## Demografía
Según el censo de 2010, había 438 personas residiendo en Kane. La densidad de población era de 338,23 hab./km². De los 438 habitantes, Kane estaba compuesto por el 96.35% blancos, el 0% eran afroamericanos, el 0.91% eran amerindios, el 0.23% eran asiáticos, el 0.23% eran isleños del Pacífico, el 0.46% eran de otras razas y el 1.83% pertenecían a dos o más razas. Del total de la población el 2.05% eran hispanos o latinos de cualquier raza.